# Alisport
Alisport srl est une entreprise aéronautique italienne implantée en Lombardie.

## Historique
Alisport a été fondée au début des années 1990 à Monfalcone, près de Côme, pour développer et produire en série les planeurs et ULM de la famille Silent. Depuis l’entreprise s’est étoffée et après installation à Cremella, au nord de Milan, elle a développé trois départements :
- Planeurs, avec la poursuite du développement de la famille Silent,
- Aviation légère, pour la réalisation et la commercialisation d’un avion léger à décollage et atterrissage court (STOL), le Yuma,
- Construction de moteurs mono-cylindres et d’hélices (dont une hélice monopale) pour motoplaneurs.